# 4647 Syuji
4647 Syuji eller 1931 TU1 är en asteroid i huvudbältet, som upptäcktes 9 oktober 1931 av den tyske astronomen Karl Wilhelm Reinmuth i Heidelberg. Den har fått sitt namn efter Syuji Hayakawa.
Asteroiden har en diameter på ungefär 13 kilometer.